# Trattato di Ankara
Il trattato di Ankara del 1921 fu firmato il 20 ottobre 1921 tra la Francia ed il Governo di Ankara guidato da Kemal Ataturk, per porre fine al conflitto tra francesi e turchi per il controllo della zona sudorientale dell'Anatolia.
A siglare l'accordo furono, per la Francia, il diplomatico Henri Franklin-Bouillon e, per il movimento turco, Yusuf Kemal Bey.
In questo trattato la Francia riconobbe definitivamente la fine della guerra in Cilicia ed in cambio i rivoluzionari turchi riconobbero la legittimità del mandato francese della Siria e, di conseguenza, della presenza francese in Medio Oriente.
Questo trattato ha determinato la restituzione della Cilicia alla Turchia ed ha cambiato il confine siriaco-turco fissato dal Trattato di Sèvres del 1920 a favore della Turchia, attribuendole alcuni distretti dei vilayet di Aleppo e Adana. Nello specifico, da ovest ad est, le città ed i distretti di Adana, Osmaniye, Marash, Aintab, Kilis, Urfa, Mardin, Nusaybin e Jazirat ibn Umar (Cizre) furono ceduti alla Turchia. Il nuovo confine partiva dal Mar Mediterraneo immediatamente a sud di Payas ed arrivava a Meidan Ekbis (che rimase in Siria), piegando poi verso sud-est, dove passava tra Marsova (Mersawa), nel distretto Sharran, in Siria, e Karnaba e Kilis, in Turchia, per arrivare a Çobanbey. Da lì seguiva la Ferrovia di Baghdad fino a Nusaybin, con il confine che era sul lato siriano della ferrovia, lasciandola in territorio turco. Da Nusaybin seguiva la vecchia strada fino a Jazirat ibn Umar, lasciando la strada in territorio turco, sebbene entrambi i paesi potessero usarla.
Tra le sue conseguenze ci fu anche il rafforzamento della posizione internazionale del Governo di Ankara come rappresentante di uno stato turco al posto del sultano di Costantinopoli ed il disimpegno delle sue forze militari impegnate nel fronte sud.